# ブラックホール脱毛定理
ブラックホール脱毛定理（ブラックホールだつもうていり）は、宇宙物理学・一般相対性理論における概念の一つ。通常ブラックホール無毛定理（ブラックホールむもうていり、No-hair theorem ）ともいう。
「重力と電磁気力のみを考慮した、アインシュタイン・マクスウェル系でのブラックホール解における観測可能な量は、質量、電荷、角運動量の3つの物理量だけである」というもの。その他のあらゆる情報は、ブラックホールの事象の地平面に落ち込むと消失し、外部から観測されない。ジョン・アーチボルト・ホイーラーが、1971年の解説記事の中で、「ブラックホールは毛がない (black hole has no hair) ので、互いに異なるブラックホールを区別できない」と述べたことが言葉の由来である。
ブラックホール無毛定理が仮定しているのは、アインシュタイン・マクスウェル方程式であるので、その他の場（スカラー場や非可換場、宇宙項その他の組み合わせ）を仮定すれば、他の「毛」が生えることになる。1990年代は、「色ものブラックホール」(colored black hole)という名前で、この種の「毛」が精力的に研究された。
ブラックホール無毛定理は、「アインシュタイン・マクスウェル方程式での軸対称定常解は、カー・ニューマン解に限られる」というブラックホール唯一性定理 (uniqueness theorem) とも同義である。